# مکتب بوداپست

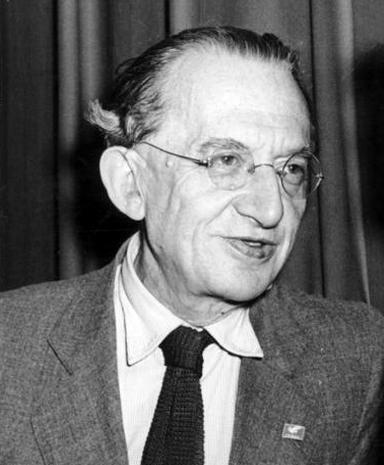
گئورگ لوکاچ خالق اثر «تاریخ و آگاهی طبقاتی» از متفکرین مکتب بوداپست بود.

مکتب بوداپست (به انگلیسی: Budapest School)، (به مجاری: Budapesti iskola) و (به آلمانی: Budapester Schule) یک مکتب فکری است که در اصل اومانیسم مارکسیستی بود ولی بعدها پسامارکسیسم و لیبرالیسم دگراندیش شد که در اوایل دهه ۱۹۶۰ در مجارستان ظهور کرد و به اصطلاح به جریان چپ نو مجارستان وابسته بود. اعضای آن دانشجویان یا همکاران جورج لوکاچ (۱۳ آوریل ۱۸۸۵–۴ ژوئن ۱۹۷۱) مجارستانی بودند. این مکتب نخست به سمت توسعه آثار لوکاچ در هستی‌شناسی اجتماعی و زیبایی‌شناسی گرایش داشت ولی به سرعت شروع به چالش کشیدن پارادایم مارکسیسم لوکاچ کرد، بنابراین نظریه انتقادی معاصر را بازسازی نمود. بیشتر اعضا بعدها مارکسیسم را رها کردند. طرفداران مکتب بوداپست همچنین از «دیکتاتوری بر فراز نیاز» کشورهای وابسته به شوروی انتقاد می‌کردند و بر همین اساس، اکثر اعضا آن توسط دولت مجارستان - وابسته به شوروی - تبعید شدند.
جورج لوکاچ در نامه‌ای به «مکمل ادبی تایمز» در ۱۵ فوریه ۱۹۷۱ هم توجه عموم و هم توجه مارکسیسم غربی را به «مکتب مارکسیسم بوداپست» جلب کرد.
اعضای مکتب بوداپست عبارتند از: اگنس هلر (۱۲ مه ۱۹۲۹-۱۹ ژوئیه ۲۰۱۹)، فرانس فهر، گئورگ مارکوس (۱۳ آوریل ۱۹۳۴-۵ اکتبر ۲۰۱۶)، ایشتوان ماساروش (۱۹ دسامبر ۱۹۳۰-۱ اکتبر ۲۰۱۷)، میهالی وایدا (زاده ۱۹۳۵)، ماریا مارکوس (۱۹۳۶-۲۰۱۷) و دیگران. نوشته‌های مکتب بوداپست از دهه ۱۹۶۰ به‌طور گسترده خوانده و مورد پژوهش واقع شده‌است.

## تاریخچه
انقلاب ۱۹۵۶ مجارستان یکی از مهمترین رویدادهای سیاسی زندگی اگنس هلر بود زیرا در این زمان او تأثیر آزادی‌های آکادمیک مارکسیستی نظریه انتقادی را برای کل ساختار سیاسی و اجتماعی خطرناک می‌دید. مجارستان این قیام عقاید هلر را تأیید کرد که آنچه کارل مارکس واقعاً قصد داشت این است که مردم از خودمختاری سیاسی و تعیین جمعی زندگی اجتماعی برخوردار شوند.
لوکاچ، هلر و دیگر نظریه پردازان انتقادی مارکسیست از انقلاب بیرون آمدند و باورمند بودند مارکسیسم و سوسیالیسم باید به شیوه‌های فردی در مورد ملل مختلف اعمال شود و نقش تاریخ اتحاد جماهیر شوروی (۱۹۵۳-۱۹۸۵)
را در آینده مجارستان به‌طور مؤثر زیر سوال برد. این ایده‌ها هلر را در مسیر برخورد ایدئولوژیک با دولت جدید یانوش کادار (۲۶ مه ۱۹۱۲–۶ ژوئیه ۱۹۸۹) تحت حمایت مسکو قرار داد. هلر دوباره از حزب کمونیست اخراج شد و در سال ۱۹۵۸ به سبب امتناع از متهم کردن لوکاچ به عنوان همدست در انقلاب از دانشگاه نیز اخراج شد. از سال ۱۹۶۳ می‌توان ظهور چیزی را دید که بعدها «مکتب بوداپست» نامیده شد: یک انجمن فلسفی که توسط لوکاچ برای ترویج تجدید نقد مارکسیستی در مواجهه با سوسیالیسم واقعی و نظریه‌های آن تشکیل شد. سایر شرکت کنندگان در مکتب بوداپست عبارتند از: هلر، همسر دومش فرانس فهر، گئورگ مارکوس، میهالی وایدا و برخی از دانشمندان دیگر که ارتباط ضعیف تری با مکتب داشتند مانند آندراس هگدوس (۳۱ اکتبر ۱۹۲۲-۲۳ اکتبر ۱۹۹۹)، ایستوان اورشی (۱۶ ژوئن ۱۹۳۱-۱۳ اکتبر ۲۰۰۵)، یانوس کیس (زاده ۱۷ سپتامبر ۱۹۴۳) و گئورگ بنس (۸ دسامبر ۱۹۴۱-۲۸ اکتبر ۲۰۰۶). این مکتب بر ایده رنسانس مارکسیسم تأکید کرد که توسط پژوهشگر فلسفه رادیکال سیمون تورمی به عنوان «شکوفایی از پتانسیل انتقادی و اپوزیسیونی که آنها معتقد بودند در درون مارکسیسم و به ویژه در «مارکس اولیه» نهفته‌است… مارکسیسم فردی «غنی از نیاز»، همبستگی و خودگردانی… آنها امیدوار بودند که بحرانی را در آن نظام‌هایی ایجاد کنند که جرأت داشتند خود را «سوسیالیست» بنامندند.»
مکتب بوداپست پژوهش‌هایی را در مورد اقتصاد سیاسی اتحاد جماهیر شوروی و سرمایه‌داری غربی انجام داد. این مکتب بسیاری از انتقادات مربوط به برنامه‌ریزی و ناکارآمدی شوروی را از اقتصاد نئوکلاسیک و همچنین ارتباط بین بازارها و آزادی پذیرفت. نظام شوروی به عنوان دیکتاتوری بر سر نیازها محکوم شد. این مکتب همچنین اقتصادهای مختلط سرمایه‌داری مدرن را تحلیل کرد. اکثر اقتصادهای سنتی مارکسیستی کنار گذاشته شدند. سوئد و مدل نوردیک به عنوان مدلی از اقتصاد مختلط و سرمایه‌داری مدیریت شده برگزار شد. این مکتب از دموکراسی رادیکال به عنوان راه حلی برای ویژگی‌های اقتدارگرایانه و غیردموکراتیک اقتصاد مختلط حمایت می‌کرد.
مرگ لوکاچ در ۴ ژوئن ۱۹۷۱ اعضای مکتب بوداپست را از درجه حمایتی محروم کرد که او می‌توانست در برابر رژیم متخاصم ارائه دهد و در سال ۱۹۷۳ حزب کمونیست رسماً کار آنها را محکوم کرد و اعضای این گروه از موقعیت‌ها و دانشگاه اخراج شدند.

## همچنین ببینید
- اگنس هلر
- جورج لوکاچ
- شی‌انگاری
- نئومارکسیسم

## مراجع و مطالعه بیشتر
- آ. هگدوس، م. مارکوس و دیگران: «چپ نو در مجارستان»، بحث مارکسیستی بین‌المللی، شماره ۴۵، مروه ورلاگ، [غربی] برلین، ۱۹۷۴.
- آ. هگدوس، م. وایدا و دیگران: «چپ نو در مجارستان»، جلد ۲، بحث مارکسیستی بین‌المللی، شماره ۵۳، مروه ورلاگ، [غربی] برلین، ۱۹۷۶.
- آراتو، اندرو: «مکتب بوداپست و سوسیالیسم واقعی موجود»، «نظریه و جامعه»، شماره ۱۶، ۱۹۸۷٫۵۹۳-۶۱۹.
- استالناکر، نان: «جعل: جعل و جایگاه آن در هنر اثر ساندور رادنوتی»، «فصلنامه فلسفی»، جلد ۵۰، شماره ۲۰۰ ژوئیه. (۲۰۰۰)، ۴۲۵-۴۲۷.
- اگنس هلر: «پیشگفتاری برای مطالعه اندیشه‌های اگنس هلر دربارهٔ مدرنیته زیبایی‌شناختی اثر فو کیلین»، «ادبیات تطبیقی: شرق و غرب»، ۲۰۰۷، شماره ۸.
- براون، داگ: «تأثیر کارل پولانی بر مکتب بوداپست»، "مجله مسائل اقتصادی"، مارس ۱۹۸۷، جلد ۲۱، شماره. ۱٫۳۳۹-۳۴۷.
- برنهایم، جان: ویرایش. فلسفه اجتماعی اگنس هلر. آمستردام: رودوپی، ۱۹۹۴.
- بلچمن، مکس: رمانتیسم انقلابی: پاسخی به اگنس هلر، در «فلسفه رادیکال»، شماره. ۹۹ (۲۰۰۰)، ۴۰-۴۳.
- ترنر، برایان اس: «آیا مدرنیته می‌تواند زنده بماند؟ توسط اگنس هلر، در جامعه‌شناسی معاصر، جلد ۲۱، شماره ۱ (ژانویه ۱۹۹۲)، ۱۲۸-۱۳۰.
- تورمی، سیمون. اگنس هلر: «سوسیالیسم، خودمختاری و پست مدرن». منچستر و نیویورک: انتشارات دانشگاه منچستر، ۲۰۰۱.
- چارلز آندراس: «چپ نو در مجارستان توجه مارکسیست‌های غربی را به خود جلب می‌کند»، گزارش پیش‌زمینه RAD / 91، (شرق -غرب)، ۲۳ آوریل ۱۹۷۶.
- دسپویکس، فیلیپ: «دربارهٔ امکان فلسفه ارزش‌ها: گفتگو در مکتب بوداپست»، در جان برنهیم، ویرایش. فلسفه اجتماعی اگنس هلر. آمستردام: رودوپی، ۱۹۹۴.
- دنبال، مارگیت: "فرانسیس وایت(۱۹۳۳-۱۹۹۴): تأملاتی دربارهٔ عضوی از مکتب لوکاچ، دانشمند اجتماعی، جلد ۲۳، شماره ۴/۶ (آوریل-ژوئن، ۱۹۹۵)، ۹۸-۱۰۷.
- رابرتز، دیوید: «بین خانه و جهان: مفهوم زیبای اگنس هلر» در پایان‌نامه یازدهم، شماره. ۵۹ (۱۹۹۹)، ۹۵-۱۰۱.
- راندل، جان: «شرایط اخلاقی پست مدرن: گفتگو با اگنس هلر»، در افق انتقادی، جلد ۱، شماره ۱ (۲۰۰۰)، ۱۳۶-۱۴۵.
- روچک، جوزف اس: "انسان سازی سوسیالیسم: نوشته‌های مکتب بوداپست"، "نیروهای اجتماعی"، جلد ۵۶، شماره ۳ (مارس ۱۹۷۸)
- سایمون تورمی: «پیشگفتار کتاب دربارهٔ اگنس هلر»، «ادبیات تطبیقی: شرق و غرب»، ۲۰۰۷، شماره ۸.
- شوسترمن، ریچارد: «نجات هنر از زیبایی‌شناسی»، «شاعر امروز»، جلد ۸، شماره ۳/۴، (۱۹۸۷)، ۶۵۱-۶۶۰.
- فالک، باربارا جی.: مسایل اختلاف در اروپای شرقی - مرکزی: شهروند روشنفکران و پادشاهان فیلسوف. بوداپست: انتشارات دانشگاه اروپای مرکزی، ۲۰۰۳.
- فرانکل، سرژ و دانیل مارتین: «مکتب بوداپست»، ۱۷ (پاییز ۱۹۷۳).
- فو کیلین: «بازسازی مفهوم هنر و تفسیر هنرهای پست مدرن: خلاصه ای از سخنرانی‌های اگنس هلر در سفر آکادمیک به چین"، "فلسفه مدرن»، ۲۰۰۸، شماره ۴
- فو کیلین: «بررسی اندیشه‌های اگنس هلر در مورد مدرنیته زیباشناختی: چکیده»، "ادبیات تطبیقی: شرق و غرب"، ۲۰۰۷، شماره ۸
- فو کیلین: «دربارهٔ زیبایی‌شناسی بازسازی مدرسه بوداپست»، "مطالعات ادبیات خارجی"، ۲۰۰۴، شماره ۲.
- فو کیلین: «دربارهٔ مطالعه مدرسه بوداپست در مورد تأثیر بازار بر توزیع فرهنگی»، "مجله کالج معلمان لانگ فانگ"، ۲۰۰۷، شماره ۴
- فو کیلین: «دربارهٔ نظریه نهاد خیالی آگنس هلر در مدرنیته»، "مجله هوآیین کالج معلمان، ۲۰۰۸، شماره ۴.
- فو کیلین: «دربارهٔ نقد مدرسه بوداپست بر نظریه نهاد هنر»، "مجله دانشگاه مرکز جنوب"، ۲۰۰۵، شماره ۳
- فو کیلین: «راه مکتب بوداپست به پست مارکسیستی»، "مطالعات فرهنگی و نظریه ادبی"، ۲۰۰۸، شماره ۱۸
- فو کیلین: «اندیشه‌های اگنس هلر دربارهٔ مدرنیته زیبایی‌شناختی»، «بررسی کتاب‌های چین»، ۲۰۰۷، شماره ۳.
- فو کیلین: «تحلیل آگنس هلر از مدرنیته زیبایی‌شناختی در رنسانس»، مجله کالج معلمان لانگ فانگ، ۲۰۱۰، شماره ۲
- فو کیلین: «دربارهٔ زیبایی‌شناسی مدرسه بوداپست: مصاحبه با اگنس هلر»، پایان‌نامه یازدهم، ۲۰۰۸ (اوت)، شماره. ۹۴ جلد ۱
- فو کیلین: «دربارهٔ نقد مکتب بوداپست از زیبایی‌شناسی کلیت گیورگی لوکاچ»، «تحقیق در زیبایی‌شناسی مارکسیستی»، ۲۰۰۸، شماره ۱۱.
- فو کیلین: «دربارهٔ نقد مکتب بوداپست از زیبایی‌شناسی مکتب فرانکفورت»، «نظریه و مطالعات ادبی»، ۲۰۰۹، شماره ۲
- فو کیلین: اد، اگنس هلر، "تأملی در هنر پست مدرن"، "مجله دانشگاه سیچوان"، ۲۰۰۷، شماره ۵
- فو کیلین: بررسی اندیشه‌های اگنس هلر دربارهٔ مدرنیته زیبایی شناختی. چنگدو، چین: انتشارات باشو، ۲۰۰۶.
- فو کیلین: نقد روایت بزرگ و ساخت زیبایی‌شناسی کثرت‌گرا: مطالعه بازسازی زیبایی‌شناسی مکتب بوداپست. هاربین، چین: انتشارات دانشگاه هیلونگجیانگ، ۲۰۱۱.
- کاماس، آنتونی: «معرفی اگنس هلر: تخیل رادیکال یک آگاهی ناراضی»، در سیاست و جوامع اروپای شرقی، جلد ۱۷، شماره ۴ (۲۰۰۳)، ۷۱۲-۷۱۸.
- کوپ، بری: «فلسفه تاریخ در قطعات، اگنس هلر».
- گاردینر، مایکل: «آرمان شهر پسامدرن؟ نقد هلر و فرنک از مارکسیسم مسیحایی»، در «مطالعات آرمان‌شهری»، ش. ۸ شماره 1 (1997)، ۸۹-۱۲۲.
- گاردینر، مایکل: نقد زندگی روزمره. لندن و نیویورک: راتلج، ۲۰۰۰.
- گراملی، جان. اگنس هلر: اخلاق گرا در گرداب تاریخ. لندن: پلوتو پرس، ۲۰۰۵.
- گراملی، جان: «مذاکره در مورد "پیوند دوگانه": نظریه هلر در مورد مدرنیته»، در "مجله اروپایی نظریه اجتماعی"، جلد ۳، شماره ۴ (۲۰۰۰)، ۴۲۹-۴۴۷.
- گراملی، جان، پل کریتندن و پائولین جانسون: ویرایش. فرهنگ و روشنگری: مقالاتی برای گیورگی مارکوس. اشگیت، آلدرشات، ۲۰۰۲.
- گرانسو، ولکر. هلر، اگنس، در رابرت آ. گورمن، ویرایش: "فرهنگ زندگینامه نئومارکسیسم". وست پورت، کانکتیکات: چاپ گرین وود، ۱۹۸۵.
- گیگر، جیسون: جعلی: جعل و جایگاه آن در هنر اثر ساندور رادنوتی. "مجله زیبایی‌شناسی بریتانیا"، ژوئیه (۲۰۰۱)، جلد. ۴۱ مسئله ۳.
- لوک، جورج: «توسعه مکتب بوداپست»، ضمیمه ادبی تایمز، شماره ۳۶۱۵ (۱۱ ژوئن ۱۹۷۱).
- لووی، مایکل: «معرفی: نتایج منفی جهانی شدن در اگنس هلر و فرانس فهر، مارکسیسم و دموکراسی»، ترجمه. آنا لیبرا. پاریس: ماسپرو، ۱۹۸۱.
- مورفی، پیتر: «اگنس هلر و فرانس فهر، عظمت و گرگ و میش جهانی‌گرایی رادیکال» در نظریه و جامعه، جلد. ۲۲، شماره ۴ (۱۹۹۳)، ۵۶۹-۵۷۵.
- نوردکوئیست، جی.: «اگنس هلر و مکتب بوداپست: کتاب‌شناسی»، "نظریه اجتماعی"، شماره ۵۹، ۲۰۰۰.
- واردیس، وی استنلی: «انسان‌سازی سوسیالیسم: نوشته‌های مکتب بوداپست». بررسی علوم سیاسی آمریکا، جلد، ۷۳، شماره ۲ (ژوئن ۱۹۷۹).
- والر، ویلیام: «به سوی یک دموکراسی رادیکال: اقتصاد سیاسی مکتب بوداپست نوشته داگلاس ام. براون»، «ژورنال علوم اجتماعی»، ۱۹۹۱، جلد ۲۸، شماره ۴.
- وولین، ریچارد: «اگنس هلر در مورد زندگی روزمره،» در نظریه و جامعه، جلد ۱۶، شماره. ۲ (۱۹۸۷)، ۲۹۵-۳۰۴.
- وولین، ریچارد: «فلسفه رادیکال از اگنس هلر»، نقد آلمانی جدید، شماره ۳۸، (بهار، ۱۹۸۶)، ۱۹۶-۲۰۲.
- هال، جان آ.: «فراتر از عدالت توسط اگنس هلر»، در "مجله جامعه‌شناسی آمریکا"، جلد. ۹۵، شماره ۵ (۱۹۹۰)، ۱۳۵۲-۱۳۵۴.
- هریسون، پل آر.: «عظمت و گرگ و میش جهانی‌گرایی رادیکال، اثر اگنس هلر و فرنک فهر»، در «علم‌شناسی معاصر»، جلد. ۲۱، شماره. ۴ (۱۹۹۲)، ۵۳۹-۵۴۰.
- هوارد، دبلیو. هلر، اگنس: آونگ مدرنیته، پایان‌نامه یازده، ۱۹۹۲، ۳۱، ۱-۱۳، در «چکیده‌های جامعه‌شناختی»، جلد ۴۰، شماره ۵ (۱۹۹۲). ص ۲۲۶۵.